# Chal'mer-Ju
Chal'mer-Ju (in lingua russa Хальмер-Ю) è una città fantasma, abbandonata nel 1995, situata in Russia, nella Repubblica dei Komi.

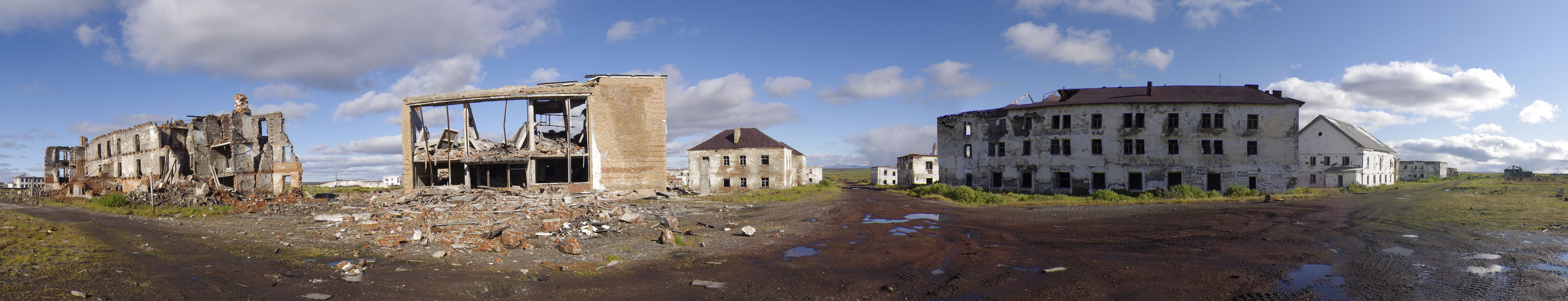
Chal'mer-Ju 2011

## Storia
La cittadina prendeva il nome dal fiume Khalmer-Yu. Il nome, tradotto nella lingua dei Nenets, significa "Fiume nella valle della morte", perché il luogo era utilizzato come sepolcreto dalla popolazione autoctona.
Il carbone nella zona fu scoperto all'inizio degli anni '40. L'industria mineraria industriale iniziò nel 1957. Inizialmente l'insediamento aveva circa 7 000 abitanti, per poi arrivare a 4000 nel 1990.
A seguito del crollo dell'URSS, nel 1993 venne deciso di chiudere le operazioni minerarie per i costi troppo alti e di liquidare l'insediamento entro il 1995.
Durante lo sfratto sono stati utilizzati poliziotti antisommossa della OMON. Le persone che non accettavano la chiusura dell'insediamento sono state costrette con la forza a trasferirsi a Vorkuta. Alcune famiglie hanno poi ricevuto appartamenti incompiuti ed altri sono stati trasferiti in dormitori e hotel della città.
Nei primi anni 2000 è diventato un campo di addestramento militare chiamato Pemboy (Пембой).